# Widecombe in the Moor
Widecombe in the Moor – wieś i civil parish w Anglii, w Devon, w dystrykcie Teignbridge. W 2011 civil parish liczyła 545 mieszkańców.
W miejscowości znajduje się XIV-wieczny kościół św. Pankracego z wieżą o wysokości 120 stóp (36,58 m), przebudowany w XVII wieku po zniszczeniach których w 1638 roku dokonała silna burza. Zawaleniu uległa wówczas jedna z iglic wieży. Jej szczątki przebijając dach wpadły do wnętrza świątyni zabijając 4 osoby i raniąc ok. 60. Według miejscowej legendy to sam diabeł dokonał zniszczeń, przychodząc po dusze 4 osób które grały w kościele w karty, iglicę natomiast zburzył przywiązany do niej diabelski koń. Mur kościoła tworzy jedną ze ścian wiejskiego rynku, naprzeciwko natomiast znajduje się XV-wieczny budynek, używany obecnie jako siedziba rady oraz centrum informacji turystycznej. Za kościołem znajduje się teren zielony zwany Butte Park, w średniowieczu trenowali tam swoje umiejętności łucznicy.
Widecombe znane jest z dorocznego festynu, organizowanego co najmniej od 1850 roku w drugą sobotę września. Przyciąga on gości z okolicy i został uwieczniony w piosence Widecombe Fair, opowiadającej o tym jak grupa przyjaciół udała się na festyn w Widecombe jadąc na pożyczonym koniu. Refren tej piosenki, w którym wymienia się jeźdźców (Bill Brewer, Jan Stewer, Peter Gurney,Peter Davy, Dan'l Whiddon, Harry Hawke, Old Uncle Tom Cobley and all) jest używany w brytyjskich pubach jako test: osoba, która zaśpiewa go bez pomyłki jest uważana za na tyle trzeźwą, że może pić dalej. Płaskorzeźba, przedstawiająca konia a na nim sześciu jeźdźców znajduje się na przydrożnym witaczu z nazwą wsi.